# Тадеуш Волянський
Таде́уш Воля́нський (пол. Tadeusz Wolański; 17 жовтня 1785, м. Шавлі — 16 лютого 1865 р., с. Риньск, тепер в Куявсько-Поморському воєводстві) — польський археолог, філолог-аматор, автор псевдолінгвістичної теорії про слов'янське походження етрусків та інших давніх цивілізацій.

## Життєпис
Народився в сім'ї надвірного радника короля Станіслава Августа. Як офіцер наполеонівської армії Тадеуш Воланскій брав участь в військовій кампанії 1812 року і став кавалером Ордена почесного легіону. Подальшу частину життя він присвятив археології.
Після одруження Воланський оселився у Великій Польщі в селищі Рибітви під Пакосць. У цей час він починає вивчати слов'янські і скандинавські руни, кельтські монети, етруські саркофаги і стародавні пам'ятники Північної Африки. Результати своїх досліджень Воланський виклав в добре ілюстрованих роботах польською та німецькою мовами.
Тадей Воланскій займався колекціонуванням монет і медалей (в тому числі античних), а також мінералів, черепашок, метеликів і птахів. У колекції Воланського були бронзова фігурка Осіріса і похоронна єгипетська фаянсовий фігурка Ушебті. Обидві вони були виявлені при розкопках біля Балтійського моря і датовані 7-4 століттями до н. е.[джерело не вказане 2390 днів]. На думку Воланського ці фігурки є свідченням торговельних зв'язків між Давнім Єгиптом і слов'янськими землями. В даний час обидві фігурки зберігаються в Ягеллонському університеті. Також Воланський був відомий величезною бібліотекою.
Деякі джерела свідчать, що книги Воланського в 1853 році були включені в «Index Librorum Prohibitorum» та підлягали спаленню[джерело не вказане 2390 днів].

## Ідеї
Тадеуш Воланський був переконаний, що за допомогою слов'янських мов йому вдалося розшифрувати більшість написів етруською мовою, а також написи на плиті знайденій неподалік від Креччіо (К'єті), хоча він був свідомий і можливих помилок як "неофіт" даного напрямку. Однак його твердження вважаються такими, що спростовуються деякими сучасними науковцями — скажімо, встановлено, що плита з К'єті містить текст на маруцинському діалекті оскійської мови, яка пов'язана з російською мовою лише тому, що теж є індоєвропейською.
Розшифровки (більш чи менш певні) Воланського нині активно намагаються використовувати пропагандисти «російського світу», таких як Чудінов В. О., котрий стверджує, що слов'яни (в його та його однодумців розумінні - "праросіяни" насамперед) населяли Європу в найдавніші часи. Його дані використовують також автори «Нової хронології», подаючи у контексті власних ідей.

## Твори
- Воланский Тадеуш (Фаддей), Опис пам'яток, що пояснюють слов'яно-руську історію // Классен Е., «Новые материалы для древнейшей истории славян вообще и славяно-руссов в особенности с лёгким очерком истории русов до Рождества Христова» (перевод с польского языка Егора Ивановича Классена), Вып. I—III, М., 1854 год; переиздание: г. СПб., 1995 г. (рос.)
- «Wyjaśnienie znaczenia napisów na etruskich pomnikach», 1846, Przyjaciel Ludu, R.XIII, 1846, t.1, nr 5, str. 39-40;  (пол.)
- «Wyjaśnienie dotyczące poprawności w odczytaniu nazwiska Jana de Ognasd», 1839, Przyjaciel Ludu, R.VI, 1839, t.1, nr 1, str. 6-7;
- «Tadeusza Wolańskiego odkrycie najdawniejszych pomników narodu polskiego. Cz.1», 1843;
- «Tadeusza Wolańskiego odkrycie najdawniejszych pomników narodu polskiego. Cz.2», 1843;
- «Tadeusza Wolańskiego listy o starożytnościach słowiańskich: zbiór pierwszy z 143 rycinami na XI tablicach», wyd. Ernest Günther, Gniezno, 1845
- «Briefe über slawische Alterthümer», 1846;
- «Schrift-Denkmale der Slawen vor Christi Geburt», wyd. Lange, Gniezno, 1850;
- «Die Opfergefässe des Tempels der Taurischen Diana, Tom 1», wyd. Lange, Gniezno, 1851;
- «Описание памятников, объясняющих славяно-русскую историю», 1854;
- «Tizba żalodya w czterech oddziałach: Na podstawie tragjedyi Francuzkiej Wiktora Hugo Znanej pod nazwa̜: Andżelo tyran Padwański wierszem ojczystym napisał Tadeusz Wolański», 1863, nakład i druk J.B. Langego;